# SSVg Velbert 02
Maillots
Actualités
Le SSVg Velbert 02 est un club sportif allemand localisé à Velbert en Rhénanie-du-Nord-Westphalie.

## Repères historiques
- 1902 – 23/03/1902, fondation du VELBERT FUSSBALL CLUB 1902.
- 1906 – fondation du BALLSPIEL VEREIN OLYMPIA 1906 VELBERT.
- 1906 – fondation du SPORT VEREIN BORUSSIA 1906 VELBERT.
- 1907 – 09/06/1907, fondation du BALLSPIEL VEREIN 1907 VELBERT.
- 1912 – création d’une section football au sein du TURNER VELBERTER TURNEVEREINS 1864.
- 1914 – fusion du VELBERT FUSSBALL CLUB 1902 et du BALLSPIEL VEREIN OLYMPIA 1906 VELBERT pour former le VELBERT FUSSBALL CLUB 1902.
- 1917 – association du VELBERT FUSSBALL CLUB 1902 et de la section football du TURNER VELBERTER TURNEVEREINS 1864 pour former le VELBERT FUSSBALL CLUB 02, SPIELABTEILUGN des VELBERTER TURNVEREINS 1864.
- 1922 - VELBERT FUSSBALL CLUB 1902 et la section football du TURNER VELBERTER TURNEVEREINS 1864 mirent fin à leur association.
- 1923 - la section football du TURNER VELBERTER TURNEVEREINS 1864 devint indépendante sous le nom de SPIEL-und SPORT VEREINIGUNG VELBERT 1912.
- 1933 – fusion du VELBERT FUSSBALL CLUB 1902 avec le BALLSPIEL VEREIN 1907 VELBERT pour former VEREIN für BEWEGUNGSPIEL 02/07 VELBERT.
- 1941 - VEREIN für BEWEGUNGSPIEL 02/07 VELBERT et SPORT VEREIN BORUSSIA 1906 VELBERT s’associèrent en association sportive de guerre KSG VELBERT.
- 1945 – tous les clubs sont dissous par les Alliés. Le VfB 02/07, le SV Borussia 06 et le SSV 1912 furent reconstitués peu après.
- 1964 – fusion du VEREIN für BEWEGUNGSPIEL 02/07 VELBERT avec le SPIEL-und SPORT VEREINIGUNG VELBERT 1912 pour former le SPIEL-und SPORT VEREINIGUNG VELBERT 1902.
- 1997 – fusion entre le TURN VEREINIGUNG VELBERT avec le SPORT-CLUB LANGENHORST pour former le TURN VEREINIGUNG LANGENHORST.
- 2003 – fusion du SPORT VEREIN BORUSSIA 1906 VELBERT avec le TURN VEREINIGUNG LANGENHORST pour former le SPORT-CLUB VELBERT.

## Histoire
La localité de Velbert connut plusieurs clubs de football, dont tout d’abord le Velbert FC 1902 fondé le 23 mars 1902. En 1914, ce club engloba le BV Olympia 1906 Velbert.
En 1912, le club de Gymnastique du Turner Velberter TV 1864 créa une section de football. En 1917, le Velbert FC 02 s’associa avec celle-ci pour créer le VFC 02, Spielabteilung des Velberter Turnvereins 1864, mais cette union ne dura que cinq saisons, puis les deux équipes reprirent des routes distinctes.
En 1923, la section football du Turner Velberter TV 1864 devint indépendante sous l’appellation SSV Velbert 1912.
En 1933, le Velbert FC et le BV 07 Velbert (fondé le 9 juin 1907) fusionnèrent pour former le VfB 02/07 Velbert qui choisit de jouer en Vert et Blanc. La saison suivante, ce club termina 2e de sa ligue (au niveau 2). Le déclenchement de la Seconde Guerre mondiale provoqua une pénurie de joueurs. En 1941, le VfB 02/07 Velbert s’associa avec le SV Borussia Velbert 06 pour former une association sportive de guerre (en allemand : Kriedspielgemeinschaft – KSG).
En 1945, le club fut dissous par les Alliés, comme tous les clubs et associations allemands (voir Directive n°23). D’anciens membres du SSV Velbert 1912 et du VfB 02/07 Velbert reconstituèrent leur club respectif. Le SSV s’avéra être le plus performant et, en 1961, accéda au 3e niveau de la hiérarchie. Trois ans plus tard, le SSV et VfB tombèrent d’accord pour fusionner, et créèrent le SSVg Velbert 02. L’objectif commun était d’atteindre le niveau 2. 
Le club fusionné, qui s'était choisi les couleurs Bleu et Blanc, concrétisa ce but en montant en Regionalliga West au terme de la saison 1968-1969. L’aventure dans l’antichambre de la Bundesliga ne dura qu’une saison avec un retour rapide au niveau 3.
Par la suite, le SSVg Velbert resta en Verbandsliga Nordrhein (niveau 3 jusqu’en 1978 puis niveau 4) jusqu’à la fin du championnat 1984-1985 où il fut alors relégué en Landesliga (niveau 5). Le club remonta dès 1986. À la fin de la saison, il termina 3e à un seul point des deux premiers. En 1990, le SSVg fut à nouveau relégué. À la fin de l’exercice suivant, il subit une deuxième relégation de suite en terminant 14e sur 16 de la Landesliga, Groupe 1.
Après un an au 6e niveau, Velbert 02 réintégra la Landesliga Nordrhein. Il rejoua sept saisons dans le "Groupe 1". Avant la saison 1994-1995, cette ligue devint le 6e niveau à la suite de l’instauration des Regionalligen, au 3e étage de la pyramide du football allemand. En 1997, il termina vice-champion derrière le TSV Ronsdorf 05 et l’année suivante, derrière le SV Wermelskirchen 09. En 1998-1999, le SSVg Velbert 02 remporta le titre avec 15 points d’avance sur son premier poursuivant, Duisburg FV 08.
Revenu en Verbandsliga (niveau 5) et enchaîna avec un nouveau titre qui l’amena en Oberliga Nordrhein (niveau 4). À ce niveau, le SSVg Velbert 02 joua les premiers rôles (ne terminant jamais sous la 4e place) puis conquit le titre en 2004. Faute de licence adéquate, le club ne fut pas autorisé à monter en Regionalliga Nord (équivalent Division 3). Ce fut le vice-champion, le Fortuna Düsseldorf qui bénéficia de cette situation en étant promu.
Velbert 02 resta dans le top 4 de la ligue jusqu’en 2007. L’année suivante, le cercle ne termina que 6e et recula d’un niveau à cause de l’instauration de la 3. Liga en tant que Division 3. Dans le même temps, l’Oberliga Nordrhein et l’Oberliga Westfalen fusionnèrent pour constituer l’Oberliga Nordrhein-Westfalen ou NRW-Liga.
Le SSVg Velbert 02 fut versé dans cette ligue au 5e étage de la hiérarchie de la DFB. Il boucla deux saisons sous la 10e place, puis entama la saison 2010-2011 sous de meilleures auspices.

## Palmarès
- Champion de Landesliga, Groupe 1: 1999.
- Champion de Verbandsliga Niederhein: 2000.
- Champion d’ Oberliga Nordrhein : 2004.